# Бидаш, Сергей Андреевич
Сергей Андреевич Бидаш (17 февраля 1961, УССР) — российский предприниматель, директор Таганрогского металлургического завода (1998—2002), владелец АО «Таганрогбанк» (с 1994 года).

## Биография
Родился 17 февраля 1961 года на Украине.
В 1985 году закончил Московский физико-технический институт.
С 1985 по 1986 год работал инженером-конструктором на ОАО «ТАНТК им. Бериева». С 1986 по 1987 год занимал должность второго секретаря горкома комсомола Таганрога.
В 1991 году создал ОАО «Шельф» и до 1997 года работал его директором.
В 1997 году смог консолидировать крупный пакет акций Таганрогского металлургического завода и стал его владельцем и генеральным директором. В марте 2002 года компания Альфа-Эко, скупившая 42 % акций завода, при поддержке ОМОН и прибывших из Ростова-на-Дону судебных приставов, предприняла попытку силового захвата заводоуправления Таганрогского металлургического завода. Захвату воспрепятствовали около тысячи работников завода, пришедших по сигналу заводской сирены к заводоуправлению на защиту своего предприятия и его директора. К концу 2002 года компания «Ринако», входящая в холдинг МДМ, консолидировала 97 % акций ОАО «ТАГМЕТ».
С 2002 по 2004 год занимал пост председателя совета директоров ОАО «Красный Котельщик».
С 1998 по 2003 год являлся депутатом Законодательного собрания Ростовской области.
В 2002 году в отношении Сергея Бидаша было возбуждено уголовное дело по статьям 199 (уклонение от уплаты налогов) и 159 (мошенничество) УК РФ. Сергею Бидашу инкриминировали хищение 107 млн рублей бюджетных денег и покушение на присвоение ещё 17 млн рублей, совершённые в группе с тогдашним бухгалтером ОАО «ТАГМЕТ» Владимиром Орловым, которые они, по версии обвинения, присвоили в ходе возврата НДС за поставки в Прибалтику 800 тонн битого стекла под видом мозаичного. В конце 2004 года Бидаш был взят под стражу, а в ноябре 2006 года суд приговорил г-на Бидаша к 6 годам заключения в колонии общего режима. По мнению некоторых экспертов, дело явно носило политический характер. Донской губернатор Владимир Чуб даже как-то назвал Бидаша «Ходорковским Ростовской области». Освобождён по УДО Сергей Бидаш был через несколько дней после сложения Владимиром Чубом губернаторских полномочий.
Из заметных в публичном пространстве активов Сергею Бидашу принадлежит таганрогский Торговый центр «Парус» общей площадью 10,5 тыс. кв. метров. Также под управлением семьи Бидаша находится «Таганрогбанк».
Живёт и работает в Таганроге.

## Награды
- Почётный металлург Российской Федерации (2002)